# Pincettgreppet
Pincettgreppet, där tummen och pekfingret används, är unikt för människan och möjliggör en bättre användning av handen än vad som är möjligt för andra djur. Förmågan att utföra greppet, vars beteckning är känd från år 1993, används främst för att mäta små barns motoriska utveckling.